# 大阪いずみ市民生活協同組合
大阪いずみ市民生活協同組合（おおさかいずみしみんせいかつきょうどうくみあい）は、大阪府堺市堺区に主たる事務所をおく生活協同組合。

## 概要
大阪市を除く東大阪市以南、岬町までの25市町村を活動エリアとする大阪府下最大（全国第6位）の生協。日本生活協同組合連合会、大阪府生活協同組合連合会、生活協同組合コープきんき事業連合に加盟している。
主な事業は、宅配事業（グループ配送、個人別配送）、店舗事業、福祉事業、保障事業、夕食宅配事業、エネルギー・通信事業、各種サービス事業、移動販売車事業。いずみ市民生協は「くらしに笑顔」をお届けすることを使命に掲げている。
- 事業地域 - 大阪市を除く東大阪市以南の25市町村
- 政策、方針 - 「商品政策」「店舗事業政策」「福祉政策」「産直政策」「環境政策」「電気事業政策」「保障事業政策」「食品安全プログラム」「地域社会づくりへの参加方針」「子育て支援事業政策」「子どもの貧困問題に対するとりくみ方針」「SDGsに対する基本方針」を定め事業、・活動をすすめている。
- 主な商品ブランド - スマイルコープ（オリジナル商品）、コープ彩園（リサイクル堆肥で育てた農産物）
- 主なキャラクター - とまとちゃん、おにおん
- 経営概況 - 組合員数55万8104人（2022年3月31日現在）・総事業高1023.8億円（2021年度）・正規職員671人（2022年3月31日現在）
- 主な施設 - 本部（堺市・和泉市）、物流センター（和泉市に3か所）、商品検査センター（和泉市）、宅配の配送センター（14か所）、店舗（10か所）、福祉施設（介護付有料老人ホーム、サービス付高齢者住宅、グループホーム、多機能ホーム、デイサービスセンター、ヘルパーステーションなど）、常設型子育てひろば（7か所）、太陽光発電施設（4か所）、研修センター（堺市）、職員社員用共同住宅（八尾市）

## 沿革
- 1974年：創立総会 
  - 創立の前年、1973年に第四次中東戦争が勃発し、第一次オイルショックが起こる。1974年になり、オイルショックによる狂乱物価・物不足の中で、堺市を中心とした地域の有志が、大阪にも生協を作って「自分たちのくらしは自分たちで守ろう」と大阪府立大学生協の協力を得て設立準備会を発足させた。
  - 7月から、手書き、ガリ版印刷の注文書による共同購入事業（食品31品目、雑貨32品目）を開始。設立への賛同署名1,982名を集め、11月に創立総会を開催。
  - 11月：マルイ農協（鹿児島県）の産直「たまご」の取り扱い開始。
  - 12月：開発商品第一号「しょうゆ」の取り扱い開始。製造の都度、製造ラインに残る合成保存料の入った市販用の醤油を「無添加しょうゆ」で洗い流すが、生協で販売する量よりも洗浄用に使用する「しょうゆ」の量の方が多いという困難を抱えた取り扱い開始であった。
- 1975年：大阪府から設立認可、大阪府生活協同組合連合会に加盟
- 1976年：一番目の共同購入配送センター稼働（三国ヶ丘支所）
- 1980年：第一号店コープ深阪オープン
- 1982年：子会社「（株）コープ大阪サービスセンター」設立
- 1987年：商品検査室設置
- 1988年：商品案内のカラー化、厚生大臣表彰受賞
- 1989年：酒類の取り扱い開始
- 1991年：牛乳パックリサイクル開始、元受共済認可
- 1993年：商品検査センター稼働（堺市）
- 1994年：たまごパックリサイクル開始
- 1996年：ホームヘルパー養成講座開始
- 1997年：一部理事らによる不祥事発生
- 1998年：大阪府指導検査、事業・経営・組織の改善改革をスタート
- 2000年：訪問介護事業開始、ホームページ開設
- 2001年：組合員サービスセンター設置、組織改革（委員会を再編し、コープ委員会を設置）
- 2003年：テクノステージ物流センター稼働、環境マネジメントシステムスタート、コープきんき事業連合設立（加盟）
- 2004年：ISO14001認証取得、声を実現・事業委員会設立、品質マネジメントシステムスタート、子会社「（株）コンシェルジュ」設立
- 2005年：注文センターのフリーダイヤル化、デイケアセンター開設（堺市）
- 2006年：インターネット注文WEBカタログ化、無人注文受付システム導入
- 2007年：ISO9001を全部門取得、介護付き有料老人ホーム開設（河内長野市）、畜種判別機器導入
- 2008年：オリジナル商品「スマイルコープ」導入、携帯「メールマガジン」配信開始
- 2009年：共済事業をコープ共済連に移譲、夕食宅配事業「コープの夕食宅配」開始
- 2010年：商品検査センター「コープ・ラボ」開設、農業生産法人「㈱いずみエコロジーファーム」・特例子会社「㈱ハートコープいずみ」設立、複合商業施設「コープ貝塚」オープン
- 2011年：食品リサイクル・ループ認定（いずみ市民生協・いずみエコロジーファーム・生産者）、放射能検査機器導入
- 2012年：介護付き有料老人ホーム開設（柏原市・松原市）、太陽光発電システム稼働（2.3メガワット）、障がい者の就労継続支援事業（ハートランド事業部）開設、複合商業施設「コープ和泉中央」オープン、移動販売車「コープのお買物便」を河内長野市と千早赤阪村にてスタート
- 2013年：東大阪市つどいの広場「ほんわかルーム」開始、宅配事業「一般用医薬品」取扱開始、養液土耕栽培（ベビーリーフ栽培）開始
- 2014年：コープの高齢者総合ケアセンター「笑顔の里松原」（コープの多機能ホーム松原・コープのデイサービス松原）開設、移動販売車「コープのお買物便」２号車・３号車運行開始、絵本の無料お届け「コープのえほんでスマイル」開始、大阪府「ハートフル企業大賞」受賞、イメージキャラクター「とまとちゃん」「おにおん」誕生
- 2015年：奈良・天理太陽光発電所（1.0メガワット）稼働、コープの高齢者総合ケアセンター「笑顔の里ふせ」（コープの多機能ホームふせ・コープのグループホームふせ）開設、「コープ・ラボ たべる＊たいせつミュージアム」オープン、複合商業施設「コープ岸和田」オープン
- 2016年：電気小売事業「コープでんき」スタート、サービス付高齢者住宅を開設（松原市）、京都・亀岡太陽光発電所（7.5メガワット）稼働、「コープＬＰガス」取扱スタート
- 2017年：コープガス（都市ガス）取次事業スタート、複合商業施設「コープ大野芝」オープン、大阪府と包括連携協定締結、「コープのタブレット」取扱開始、移動販売車「コープのお買物便」４号車運行開始
- 2018年：託児所とまとちゃん開設（（株）コンシェルジュ運営）、東大阪市　常設型つどいのひろば「すまいる」開設、「コープの補聴器」取扱開始
- 2019年：コープでんきの新料金プラン「ゼロでんき」発表、太陽光発電設備６事業所に設置、宅配サービスステーション狭山池開設、移動販売車「コープのお買物便」5号車運行開始、「コープの保険・共済ショップ泉佐野店」オープン
- 2020年：コープの訪問看護ステーション開設（松原市）、全店舗でレジ袋有料化、全店舗でフードドライブ実施